# Reinhold Sulzbacher
Pour les articles homonymes, voir Reinhold Sulzbacher et Reinhold.
Günther Lemmerer, né le 29 juillet 1944 à Liezen, est un lugeur autrichien. Il a notamment gagné trois Coupe du monde de luge à la suite avec Günther Lemmerer pendant les années 1980.